# The Evil Within
A The Evil Within (Japánban Psycho Break, Saikobureiku) egy 2014-ben kiadott túlélőhorror videójáték, melyet a Tango Gameworks gyártott és a Bethesda Softworks adott ki PlayStation 3-ra, PlayStation 4-re, Xbox 360-ra, Xbox One-ra és PC-re. A játékot a Resident Evil szülőatya, Mikami Sindzsi rendezte. A The Evil Withint pozitívan fogadták, többek között dicsérték a játékmenetet, de kritizálták a karakterek megalkotását, az ijesztő ellenfeleket, az irányítást és a kamerarendszert.

## Játékmenet
A játékos harmadik személyű nézőpontú kamera előtt irányítja a veterán rendőr nyomozót, Sebastian Castellanos-t. A játék fejezetekből áll, rangsorolás nincs. Célja, hogy a Ruvik nevű ellenfél által alkotott világába zárva, mely a folytonosan alakuló időben és térben repíti Sebet – a való világban vagy a rémálomban – túléljük azokat a borzalmakat, melyek ránk várnak.
Ahogy halad a játékos, a képernyő felső részén megjelenik egy jobbra-balra mozgó szem, ami annyit jelent, az ellenfél keresi Castellanos-t. Ha ez kitágul, megtalálták, menekülnie kell, vagy harcolni. A játékos fertőzőtekkel (vagy vadászokkal) harcol a legtöbbször, akik fegyverekkel támadnak ránk – mint balta vagy Molotov-koktél, később lőfegyver. Ezeket az ellenfeleket hátulról csendben kivégezhetjük, majd a begyűjthető gyufákkal felgyújthatjuk. Az ellenfelek elől mellesleg szekrényekbe vagy ágyak alá lehet rejtőzni – ilyenkor első személyűvé válik a kameranézet, – de ha látják és nem hagyjuk el azonnal, kivégez vagy kiráncigálja onnan és akkor is. A fertőzöttek és Ruvik mellett olyan ellenfelek jelennek meg, mint Ruvik szörnyé vált húga, egy sok kezes teleportálni képes szörny; egy láncfűrészes mészáros; a vasdobozos kalapácsos, aki képes drótköteles csapdát tenni, amivel könnyen kivégzi a játékost, ha nem figyel oda. Továbbá nagyobb termetű szörnyek és mérget termelő csápos ellenféllel is szembe kell néznie. Emellett rejtett, halálos csapdák várnak a játékosra, alkalmanként interakciós menekülés van.
Lehetőségünk van guggolásra, mellyel lopakodunk, de a réseken átmenetünk. Sétálni a zajok és neszek elkerülése véget, a haladáshoz sprintelhetünk, de ennek van egy mérője. Viszünk magunkkal egy lámpát, amivel a sötét helyeket megvilágíthatjuk.
A játékban szerepel tűz- és közelharc. Seb kézifegyvert, magnumot, puskát, mesterlövész puskát, gránátot és egy nyílpuskát használ az ellenfelek legyőzésekor. leölésük után és a játék alatt található ládák összetörésével muníciót gyűjthet be, valamint zöld folyadékokat és gyufákat. Ezek mellett üvegeket, fáklyát és baltákat, melyeket egyszer használhat. A Státusz menü, ahol megtekinthető a fegyverek, felnyomásakor a játék lelassul, ilyenkor a játékos megtekintheti, mennyi lőszer van nála. A játék egyes pontjain, a medvecsapdák kiiktatásával, a leölt ellenfelek, vagy a bombák hatástalanítása után begyűjtött alkatrészekből készíthet a nyílpuskához különböző típusú nyilakat – mint a robbanós, a sokkolós, a fagyasztós, a mérgezett vagy a vakítós.
Megtalálható egy tükör, melynek segítségével átutazhatunk egy kórházba, ahol van rengeteg szekrény, melyeket a játék alatt begyűjthető kulcsok segítségével nyithatunk. Van itt egy mentéspont, ami kórlaphoz hasonló. Valamint egy szék, amibe beülve fejleszthetők a begyűjtött zöld folyadékok pontjaival a képességek (életerőcsík mérő, sprint, ütések és a fecskendő gyógyhatása), a lőfegyverek tűzgyorsasága, tárkapacitása, visszarúgásuk mértéke, pontosságuk vagy a hatótávolságuk, valamint a lőszerek tárhelye. Továbbá a gránátoké, a gyufáké és a fecskendőké. A nyílpuska nem minden lőszere fejleszthető. Ahogy fejlesztünk egyet, úgy drágul a folyadék pontszáma, maximum ötös szintre.
A játék folyamán térkép darabokat, újságcikkeket, Castellanos feljegyzéseit, eltűnt személyekről leírást, napló bejegyzéseket, hangfelvételeket és korábban felhasznált tárgyakat gyűjthetünk be. A játék harc nélküli szakaszaiban a játékos felfedezheti a környezetet, begyűjthet lőszereket és fecskendőt. Továbbá feladványokat kell megoldani a továbbjutáshoz, és elkerülni a halálos csapdákat. Vannak feladványok, melyeket ha rosszul old meg a játékos, elhalálozással végződik.
Seb életerő csíkja a képernyő bal felső sarkában található, de ez beállítható úgy, hogy ne jelenjen meg. Ezt is fejleszthetjük, és megtalálható benne egy piros csík, ami ha sérüléskor alá megy, kihatással lesz a mozgására, többek között sprintelni nem tud, de ez harc nélküli szakaszban visszanő magától. Sérüléskor az elsősegély csomagok vagy a gyógyászati fecskendők segítenek helyrehozni egészségét, ráadásul sebzéskor a képernyőre vércseppek kerülnek. Az életerő csík mellett megtalálható a jelenleg kézben lévő fegyver ikonja, tára és lőszer helye. Ha társunk velünk van – Joseph Oda, – annak életerő csíkja a miénk alatt jelenik meg annak profilképével. Ha sérül, gondolat átviteli képességgel gyógyíthatjuk. Kidman és Jimenez is velünk tart egy darabon, de nekik nem jelzik az életerejüket.
A játék kijátszásakor megtekinthető a teljes játékidő és az elhalálozások száma. Ilyenkor a játékos olyan jutalmakhoz jut, mint 50000 zöld folyadék, Gépfegyver, Rakétavető, Nem Game+ (Nightmare nehézségi móddal). A kapott fegyvereket csak a Nem Game+-ban használhatók, olyankor ismételten használhatók a már beszerzett fegyverek. Ha sikeresen összegyűjti a játékos az összes mappadarabot, lehetősége nyílik arra, hogy egy fejezetet szabadon választva azt újrajátszhassa. Olyankor olyan fegyvert kap, mint az erősebb mesterlövész puska és robbanólövedékű kézifegyver – ezeket szintén fejleszthetjük.

### Nehézségi módok
- Casual: A játék legkönnyebb módja. Ennek kijátszásakor a játékos Machine Gunt és Rocket Launchert kap, Karakter modelleket, valamint 50000 Green Gelt.
- Survival: Normál mód. Ennek kijátszásakor játszható a Nightmare mód. Ennek kijátszásakor a játékos Machine Gunt és Rocket Launchert kap, Karakter modelleket, valamint 50000 Green Gelt.
- Nightmare: Nehéz mód. Ennek kijátszásakor a játékos Brass Knuckles-t kap jutalmul. A Survival kijátszásakor nyílik meg.
- Akumu: A Survival mód kijátszásakor nyílik meg. A legnehezebb mód, Seb egyetlen ütéstől meghal.

## Történet
Sebastian Castellanos nyomozó és társai újabb feladata, kideríteni, milyen körülmények között haltak meg a Beacon Mental kórházban a rendőrök. A biztonsági kamera felvételén egy titokzatos csuklyás (nevezetesen Ruvik) hihetetlen gyorsasággal végzett három rendőrrel, majd ejtette foglyul Castellanos-t. Bezárta egy általa alkotott világba, ahol mindenféle szörnyűséggel kell szembenéznie. A világ összeomlik, félelmetes szörnyek és halálos csapdák várnak rá. Horrorisztikus útja során harcolnia kell a túlélésért és rájönnie, mi rejtőzik a gonosz erők mögött.

## Cselekmény
|  | Alább a cselekmény részletei következnek! |

A Beacon Mental kórházba érkezik Sebastian Castellanos, Joseph Oda és egy újonc rendőr, Julie Kidman. A két férfi belép az épületbe, ahol hullák várnak rájuk. Egy túlélőt találnak, aki megemlít egy Ruvik nevű ismeretlent. Oda tanácsára Castellanos megpillantja a biztonsági kamerát. Három rendőrt egy titokzatos idegen hihetetlen gyorsasággal, egyetlen érintéssel meggyilkol. Ezután váratlanul a semmiből megjelenik a nyomozó mögött és leüti.
Amikor Seb magához tér, fejjel lefele fellógatva találja magát egy mészáros hullákkal teli kamrájában. Az egyik közeli hullától megszerzi annak kését, kiszabadul, majd amikor kimegy a mészáros, magához veszi a kulcsot és elindul az egyetlen járható úton. Belelép egy drótba, amitől azonnal felbőg a riasztó, a mészáros láncfűrésszel támad rá. Menekül előle, de megsebesíti a lábát, majd darálók közé zárja. A csapóajtón keresztül vérrel teli medencébe ér a csatornába, onnan a sebtől vonszolva magát igyekszik menekülni a macska-egér játékból. Majdnem kiér, amikor felbukkan ismét az ellenfél, de sikeresen eléri a liftet, aztán már a kijáratot. Látja, hogy a város omlik össze. Érte jön egy mentőautó, melyben Kidman, a talált orvos – Marcello Jimenez – és egy páciense – Leslie Withers – ülnek hátul, az autót Oscar Connelly vezeti. Menekülnek az omló város utcáin, Seb a hátsó ülésen meglátja a csuklyást, de csak képzelte. Connelly-vel történik valami, miközben a páciens azt üvöltözi, hogy zuhanás, s mire észbe kapnak, már a hiányos út végén lezuhannak.
Sebet a műtőbe viszik. Megállnak vele, aztán otthagyják. Rámászik egy szörnyeteg, de csak álmodta. Egy szobában ébred. Kórházban találja magát, ahol csak egy nővér van, aki kiengedi a szobából. Beülteti egy székbe, odazárja kezeit, majd felemészti a tűz. Ismételten képzelte. Magához tér a mentőautóban és kiszáll. Akikkel együtt utazott, senkit nem talál. Egyedül van. Egy erdőben talál magára és éjszaka van. Elindul az úton. Talál egy lámpást, amit magával visz. Nemsokára Connelly-re talál, aki már fertőzött, ugyanakkor egy kézifegyvert vesz magához. Egy tanyára ér, ahol egy kaput láncfűrésszel kell kinyitnia. Ismételten felbukkan a láncfűrészes mészáros, akit legyőz és fegyverével átjut a kapun. Jimenez megjelenik és elindulnak megkeresni páciensét, Leslie Withers-t. Megtalálják egy kunyhóban a doktor egyik ismerősét, a bátyját, aki szintén fertőzött. Rájuk támad, de Seb elintézi. Nemsokára egy kunyhó alatti járatban rátalálnak Leslie-re, de egy láthatatlanná váló fertőzött megtámadja őket. Amikor menekülnének, megváltozik az idő és a tér, a csuklyás feltűnik, Seb elszakad tőlük.
Egy vérfürdővel teli helyre érkezik. Megtámadják, ő mindet legyőzi. Ahogy halad tovább a félhomályú folyosókon, míg el nem ér egy szobába, az annak közepén lévő vértócsából előbukkan egy női szörnyeteg, akinek sok keze van. Túléli a találkozót, a csuklyás ismét feltűnik. Elrepíti egy kórházba. Ott egy alagsorban bejut egy csempés szobába, ami egy kirakós útvonalat nyit meg előtte, az ajtó eltűnik mögötte, amin bejött. Innen sikeresen kijutva megtalálja társát, Josephet egy kádban alva. Hirtelen hangokat hall a férfi, ezek ellenére együtt mennek tovább. Ráadásul Joseph arca úgy torzul el, mint Conelly-nek. Nemsokára eljutnak egy nagy csarnokba, ahol egy nagy üvegbe zárva találják Kidmant, akire vizet engednek. Megküzdenek az ellenfelekkel, majd Seb Joseph segítségével beüti a kódot, ami nyitva az üveget.
Azonban hiába szabadították ki a nőt, Kidman és Joseph alatt a padló leesik velük együtt. Seb utánuk siet a csatornákban. Nemsokára megtalálja őket, legyőzik a fertőzötteket, majd tovább mennek. Ismét nem töltenek több időt, megint elszakadnak egymástól. Seb ráadásul ismét találkozik a fekete hajú női szörnyeteggel. Miután megtudta a gyenge pontját és elterelte egy tűzkamrához, elintézi. Lejut egy terembe, ahol a szellem Ruvikot és Leslie-t találja. Onnan abba a kórházban, ahol a nővérke van, fényképeket talál egy templomról. A hely hirtelen vaksötétbe borul, tovább haladva újabb ellenfélt lát maga előtt – de csak képzelte.
A sötétség után a nappali szabadba érkezik egy erődhöz, amit a fényképen látott. Ott megtalálja Josephet és együtt haladva megküzdenek a fertőzöttekkel, Seb ismét a láncfűrészes mészárossal. Bejutva az épületbe a lifttel feljutnak az erőd bejáratáig. Joseph előre sietne, de nem vesz észre egy bombához rögzített drótot. A híd közepe lerobban. Josephet vinnék kivégezni, de Seb nem hagyja. Joseph utat csinálva neki tovább haladnak a templomig – meglátják Kidmant és Leslie-t – egy elhagyatott temető és piac között, még egy kutyaszörnnyel is megküzdenek.
A templomban Joseph ismételten rosszul érzi magát. Hasogatni kezd a feje, hangokat hall, aztán Sebbel ugyanez történik. Ismételten elszakadnak egymástól, Seb ezután a templom alatti, halálos csapdákkal teli katakombáiba zuhan. Találkozik azzal az ellenféllel, akit a képzeletében látott, mielőtt az erődhöz ment volna. Ráadásul Leslie-t is megtalálja, de az elfut. Nem sikerül utána mennie, de megmutatkozik a vasdobozos fejű ellenfél. Miután megküzdött az ismételten érkező ellenféllel, és kijutott a katakombákból, egy barlangban halad tovább. A tér változásnak hála egy kórházba jut, ahol találkozik Leslie orvosával, aki kutat. Ismételten látja azt a nagy agyat, amit már korábban, majd visszakerül a kórházba. Ott egy újabb szörny ered a nyomába, de sikerült leráznia.
Újabb látképben egy napraforgó mezőn fekszik, emberek haladnak el mellette – egyikük felgyújtja és egy kislány sikolyát hallja. A kórház, ahol a nővérke van, talál egy családi portrét, melyen a kisfiú arca kivágva van és bogarak másznak belőle. Onnan egy kastélyhoz jut, annak bejáratánál Leslie-t és orvosát találja. Belépve rögtön utánuk menne, de elkésik, bezárul az ajtó. A házban körbe nézve rengeteg titokra derül fény Ruvikkal és családjával kapcsolatban. Egy újabb időtérbe jutva a napraforgó mezőn találja magát, annak közepén egy istállót. Hirtelen kigyullad és megjelenik Ruviknak egy szörny alakja annak húgával. Megtudja, hogy Ruvik húga az a női szörny, akivel megküzdött, aki ráadásul tűzben vesztette életét, amikor rágyulladt az istálló, miután bátyja kimenekült. A ház rémségei után a csapdákkal teli alagsorból visszajut a kórházba egy térváltozás miatt. Laura, a női szörnyeteg visszatér és ismét megküzd vele. Egy liftig menekül, ahova sikerült bejutnia, de elkapja. A liftet indítva leszakítja néhány kezét. Leérve szembe találja magát Ruvikkal, aki aztán távozik és tovább megy.
Visszatér a házba, a kinyitott ajtón keresztül megtalálja Marcellot, Leslie-t egy géphez csatlakoztatva. Nemsokára megjelenik az a szörny, aki elől Seb korábban menekült. Az végez Jimenezzel, Seb elszakad Leslie-től. Egy régi épületbe jut, ahol keresi a nagy szörnyeteg. A parkolóházban legyőzi, ezután a liftbe megy, amin keresztül újabb helyre jut. Az átalakult városba. A város romokban, kettétörve, úszva, egyik magasan kiemelkedve a többitől. Ahogy halad a városban, az úgy alakul, emelkedik vagy omlik. Az ellenfelek itt is megtalálják, még egy vízi szörnyeteg is, ráadásul Kidmant megtalálja, akivel halad egy darabon, de amikor Sebnek eltorzul az arca, majdnem a nőre támad. Ismét egyedül haladva kijut egy gyárból, Leslie-t megtalálja, de az hamar eltűnik. A gyárból kijutva a közeli épület egyikén megtalálja Josephet. Nemsokára megtalálják egymást, majd egy buszon Kidmannel együtt menekülnek egy nyomukba eredő szörnyeteg elől. Miután pihentek egyet, ismét harcba keverednek.
Miután ezt túlélték, Ruvik a buszt az épületek közé repíti. A két férfi kiesik belőle, Kidmannel együtt tovább megy a busz. Mind túlélték szerencsére, de Kidmant meg kell keresniük. Seb és Joseph egy darabon együtt halad, de egy lift miatt szétválnak, mivel egyikük tudott csak átjutni. Lakásból lakásba haladva megtalálja Josephet, akit üldöz a vasdobozos szörny, de legyőzi. Kijut az utcákra, ahol egy parkban talál Kidmanre és Leslie-re. A nő parancsot kapva ölné meg Leslie-t, de Seb nem engedi. Ráadásul Joseph lövést kap, Kidman üldözőbe veszi Leslie-t, Seb alatt beszakad a padló és a metróba zuhan. Onnan egy újabb csatornában újabb szörnnyel küzd meg, aztán eljut a levegőben lógó, épületek közé szorult metróra, amit korábban Joseph-fel láttak.
Ruvik ismét változtat a téren – visszatér a kutató szobába, és lát egy beszélgetést Marcello és Ruvik között. Egy látomásban Kidmant látja maga előtt, aztán saját magát, amint rálő. A kórházban a nővérke nincs ott, de egy újabb térváltozásban megtalálja Leslie-t, aki elvezeti valahova. Ez meghiúsul, mivel Ruvik beleavatkozik és elszakítja őket egymástól. Seb ezúttal nem messze a Beacon Mental kórházhoz közel ébred és elindul oda, látván néha-néha Leslie-t. Visszatér abba a csatornába, ahol menekült először a láncfűrészes mészáros elől és bejut az egyik lánccal zárt ajtón. A kórházban haladva visszajátszódik az elején, a biztonsági kamerán látott felvétel. Ruvik elkapja, amikor meglőné, de fejbe veri a lámpásával, amitől kigyullad a teste. Elrepíti egy vérrel és hullákkal teli helyre, ahol fertőzöttekkel és a mészárossal küzd meg. Innen kijutva feljut végül a kórház legtetejére.
Ott ismét talál egy kutatólabort, az egyik kádban saját magát alva. Nemsokára megérkezik Leslie, nyomában Kidmannel, aztán újra megváltozik a tér, a nagy agyhoz (Erőhöz), amivel korábban találkozott. Ruvik egyesíti Leslie-t az erővel, ennek következtében feléled egy szörnyeteg. Kidmannel nem tudni, mi történt, de Seb mindent beleadva, ha felnyársalta is magát egy vasrúdra, de szerez egy rakétavetőt, majd utolsó lövedékével fejbe lőve Ruvikot, legyőzi.
Seb magához tér. Kitépi tarkójából a csatlakozott, kimászik a kádból. Elpusztítja a Ruvik alkotta világának forrását. Egy újabb látomásában Kidmant látja szintén – aki valószínűleg túlélte az esetet. Seb a kutatólaborban ébred ismét, ahol Connely és Marcelo is fekszik – és egy hullazsák, Leslie Withers nevével. Seb rájön, hogy a Beacon Mental kórházban volt a kezdetektől. A bejáratnál a rendőrség érkezik meg. Kilép az épületből és meglátja Leslie-t, de csak képzelte. Ráadásul a városban csend és béke van – az egész csak egy álom volt.
|  | Itt a vége a cselekmény részletezésének! |

## Szereplők
- Sebastian "Seb" Castellanos: A játékos az ő bőrébe bújva játssza a játékot. Veterán rendőr nyomozó, 38 éves amerikai. 183 cm, 79 kg. A Krimson City Police Department-nél dolgozik, Julie Kidman és Joseph Oda partnere. Volt egy kislánya, aki ötévesen halt meg dadájával, amikor kigyulladt házuk. Felesége Myra szintén nyomozó, aki fél évvel lányuk halála után váratlanul eltűnt. Családja elvesztése után elveszve, megtörve, italba menekülve élte megtört életét, míg nem talált rá Ruvik és zárta az általa alkotott világba. Angol hangja Anson Mount, a japán Kinosita Hirojuki.
- Ruvik: Született Ruben Victoriano néven. A játék során megjelenő titokzatos ellenfél, aki képes eltűnni és manipulálni az időt és a teret, emiatt Sebet hol a valóvilágba, hol egy "rémálommal teli" helyre repíti, ahol ráuszítja a rémségeket. Volt egy Laura nevű húga, aki egy tűzvészben halt meg. Angol hangja Jackie Earle Hayley.
- Joseph Oda: Seb társa, aki a játék egyes részein velünk tart. 33 éves, japán-kanadai felmenőkkel rendelkezik. 175 cm, 67 kg, szemüveges. Nős és van egy kislánya. Kidman meglövi, s bár nem derül ki, hogy belehalt a lövésbe, a játék végén ugyanúgy ott fekszik a kádban, mint Seb. Angol hangja Yuri Lowenthal, a japán pedig Csiba Issin.
- Julie Kidman: Seb másik társa, újonc rendőr. 27 éves, amerikai, 175 cm, 54 kg. Parancsot kapott, hogy ölje meg Leslie Withers-t, de Seb nem engedte. Kidman elvesztette emlékeit a múltjáról, még a szüleire se emlékszik. Angol hangja Jennifer Carpenter, a japán pedig Kaida Jukó.
- Leslie Withers: Egy mentális problémákkal szenvedő 25 éves fiatal férfi. Marcelo Jimenez páciense, korábban annak testvéréé, Valerio Jimenezé volt. 172 cm, 51 kg, fehér hajú, sápadt arcú beteg, akit Julie Kidman meg akart ölni, de Seb nem engedte. Ruvik egyesítette őt az erejével, amit Seb legyőzőtt. Angol hangja Aaron Landon.
- Marcelo Jimenez: Leslie Withers doktora, Valerio Jimenez testvére. 50 évesen halt meg, az egyik nagy szörny végzett vele. 178 cm, 71 kg, amerikai. A Beacon Mental kórházban dolgozott. A játék során fény derül arra, hogy Ruvikkal korábban együtt dolgozott kísérletezésekkel, de Ruvik elárulta.
- Oscar Connelly: 30 évesen elhunyt rendőrtiszt. A játék elején ő vezeti azt a mentőautót, amivel a változó város utcáin menekülnek. Akkor torzul el az arca, majd az erdőben öli meg Seb, miután átváltozott. Angol hangja Kiff VandenHeuvel, japán hangja Hirai Keidzsi.
- Tatiana Guiterrez: A nővérke, akinek kórházában fejleszti Seb a fegyvereit és képességeit. 38 éves, 174 cm, 56 kg, hosszú fekete hajú. A Silent Hill első videójátékában ismert Lisa Garlandról mintázták.
- Laura Victoriano: Ruvik 17 évesen elhunyt húga, aki egy kigyulladt istállóban halt meg, melynek szemtanúi lehetünk. A játék során felbukkanó női szörnyeteget Ruvik elhunyt húgáról mintázta, s mivel tűzben égett meg, tűzzel öli meg Seb.

## Helyszínek
A játék egy Krimson City nevű kitalált városban játszódik. A Beacon Mental Hospital nem létező kórház. A játék ebben az épületben, a Ruvik alkotta rémálom világban, olykor a valóságban játszódik egy változó téren, melyet Ruvik változtat.

## Fejlesztés
A The Evil Withint 2010 végén kezdték fejleszteni Project Zwei néven. Az időközben saját videójáték gyártott nyitott, a Resident Evil szülőatya, Mikami Sindzsit választották rendezőnek. A játék jogait a Bethesda Softworks vásárolta meg nem sokkal a fejlesztés után. Mikami mondta, olyan túlélőhorror videójátékot szeretne készíteni, mely a kortárs horror videójátékokban többet nyújt az akció, mint a horror. A játékot 2013 áprilisában jelentették be egy élőszereplős videóval együtt.

## Kiadás
A The Evil Within 2014. október 14-én adták ki PlayStation 3-ra, PlayStation 4-re, Xbox 360-ra, Xbox One-ra és Windows-ra. Japánban Psycho Break címen jelent meg. Készültek letölthető tartalmai (DLC), melyekben Juli Kidmant és az egyik szörnyet, a vasdobozos ellenfelet irányíthatjuk. Az első a vasdobozosé, melyben durva feladványokat oldhatunk meg. Kidmané a játék szerint követhető új helyszínekkel, ellenfelekkel és arra fókuszál, hogy a Castellanos által játszott játék rejtélyeit felfedje.

## Fogadtatás
A The Evil Within többnyire pozitív fogadtatásban részesült. A GameRanking és Metacritic a játék Xbox One-os verziójára 80,27%-ot adott 15 értékelésből és a 100-ból 82-t 17 értékelésből. A PlayStation 4-es verzió 29 értékelésből 75,55%-ot ért el, a PC-s mindössze három értékelésből 65%-ot kapott.
Lucy O'Brien, az IGN egyik szerkesztője pozitívan értékelte a játékot, a 10-ből 8.7 pontot adott. Értékelte a játékmenetet, de negatívan értékelte a főszereplőt és a zavaros történetet.
Christopher Livingston a PC Gamer-től vegyesen értékelte, 10-ből 6 pontot adott. Dicsérte a játék túlélési részeit, a feszült és gyakran izgalmas atmoszférát, a lopakodást, az izgalmas akciójeleneteket, valamint a játék környezetét. negatívan értékelte azonban a nem túl ijesztős szörnyeket, a szegényes karakter megalkotásokat, a textúrát, a lassú irányítást, a frusztráló kameraállást, a korlátozott videó opciót és a szegényes képarányt. Mindezek ellenére élvezhetőnek mondta.
A Game Informer egyik szerkesztője, Tim Turi a 10-ből 9-et adott. Dicsérte a magas értékű visszajátszást, a jól kivitelezett világítást, a sötét és kiszámíthatatlan világot, valamint az ellenfelek hangjait. Kritizálta ugyanakkor a textúrát és a kiábrándító történetet.

## Eladások
A The Evil Within a második legjobban fogyó videójáték lett az Egyesült Királyságban a megjelenés hetében. Az USA-ban 2014 októberében a harmadik helyre lépett. Az új túlélőhorrorként emlegetett játék rekordot döntött az eladások első hetében, a leggyorsabban fogyó videójátékok egyike lett.

## Lehetséges folytatás
2016. augusztus 10-én a Bethesda Softworks alelnöke, Pete Hines a Findernek adott interjúban elárulta, nincs kizárva annak esélye, hogy az anyagilag jól teljesítő Rage és a The Evil Within valamikor folytatást kapjon.

## Érdekességek
- amikor Seb megtalálja a már fertőzött Oscar Connelly-t, az a jelenet hasonló Mikami Sindzsi 1996-ban megjelent Resident Evil videójátékának egyik részére, amikor a kastély egyik pontján Jill/Chris megtalálja Kennethet, akiből lakmározik a zombi.
- a főcímdalt és a végén lévő dalt Gary Numan énekli.

## Fordítás
Ez a szócikk részben vagy egészben  a   The Evil Within című angol Wikipédia-szócikk fordításán alapul.  Az eredeti cikk szerkesztőit annak laptörténete sorolja fel. Ez a jelzés csupán a megfogalmazás eredetét és a szerzői jogokat jelzi, nem szolgál a cikkben szereplő információk forrásmegjelöléseként.